# بانکرافت، انتاریو
بانکرافت، انتاریو (به انگلیسی: Bancroft, Ontario) یک منطقهٔ مسکونی در کانادا است که در شهرستان هیستینگز واقع شده‌است. بانکرافت ۳٬۸۸۱ نفر جمعیت دارد.